# František Antonín Gerstner
František Antonín Gerstner (niem. Franz Anton Ritter von Gerstner; ur. 1793, zm. 12 kwietnia 1840) – austriacki inżynier, narodowości czeskiej.

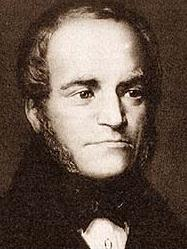
František Anton Gerstner

## Życiorys
Kierował budową pierwszych linii kolejowych w Imperium Rosyjskim i Austrii. Był profesorem Uniwersytetu Technicznego w Wiedniu. Kierował budową linii kolejowej Czeskie Budziejowice–Mauthausen, którą zaprojektował jego ojciec inżynier František Josef Gerstner. W 1836 roku zaprojektował pierwszą linię kolejową w Rosji – Kolej Carskosielską.